# Hemipterodes subvinacea
Hemipterodes subvinacea là một loài bướm đêm trong họ Geometridae.